# Aliagha Guliyev
 (novembre 2023).
Aliagha Guliyev (en azéri : Əliağa Eyvaz oğlu Quliyev ; né le 9 mai 1917, à Bakou et mort le 11 janvier 1998, à Bakou) est un joueur de târ, Artiste du peuple d'Azerbaïdjan.

## Biographie
Aliaga Eyvaz oglu Guliyev est né le 9 mai 1917 dans la ville de Bakou. La famille Guliyev était originaire de la région de Chamakhi.
En 1934, il est accepté dans la classe de târ de l'École de musique Asaf Zeynally à Bakou.
En 1936, il commence à travailler à plein temps à l'opéra et à l'orchestre de la radio.
En 1937, lors de la première apparition de l'opéra Keroghlu, Aliaga Guliyev joue du târ dans l'orchestre symphonique.
En 1939, Aliaga Guliyev est admis au département de chorale et de direction d'orchestre du Conservatoire d'État d'Azerbaïdjan, mais la Seconde Guerre mondiale commence avant même qu'il ne fasse ses études supérieures.

## Les années de guerre
La vie au front d’Aliaga Guliyev commence en 1941. Dans les batailles auxquelles il participe dans la région de Gomel en Biélorussie. Il maîtrise le métier de communicateur en quelques mois seulement, alors que d'autres pourraient y parvenir en un an seulement. En 1942, il commande un peloton de comunication dans le grade de sous-lieutenant. Peu de temps après, il est le commandant de l'unité de communication. 
Le 2 septembre 1944, Aliagha Guliyev est grièvement blessé par un éclat d'obus. Cela se produit lors de l'une des batailles difficiles pour Varsovie. Pour son courage dans la guerre, Aliagha Guliyev a reçu à deux reprises la médaille Pour le courage. Récompensé de l'Ordre de l'Étoile Rouge, de deux degrés (degrés I et II) de l'Ordre de la Guerre patriotique.

## Carrière
En 1946, Aliagha Guliyev rencontre les chemins de la vie et de l'art avec le grand artiste Akhmed Bakikhanov. Il travaille plus de cinq ans dans l'ensemble sous sa direction. L'ensemble joue le rôle d'une véritable école dans l'œuvre d'Aliaga Guliyev. En 1951 il crée un ensemble d'instruments folkloriques.
Aliagha Guliyev, artiste exceptionnel, travaille dans diverses organisations. De 1951 à 1955, il est rédacteur en chef de la radio azerbaïdjanaise et chef d'ensembles d'instruments folkloriques. Au cours des cinq années suivantes, il est soliste au Théâtre d'Opéra et de Ballet. Il interpréte des mugams tel que Rast, Mahur-Hindi, Bayati-Shiraz, Bayati-Kurd, Humayun, Chaharga, Choban bayaty, Shustar et d’autres. De 1960 à 1966, il travaille comme directeur de l'ensemble d'instruments folkloriques au Théâtre philharmonique national d'Azerbaïdjan. Plus tard, pendant plusieurs années, il est soliste au Théâtre de la Chanson sous la direction de Rachid Behboudov.
En 1969, il retourne à la Philharmonie et y travaille comme directeur de l'ensemble d'instruments folkloriques. Il occupe ce poste jusqu'en 1978. À partir de cette époque et jusqu'en 1995, il travaille comme chef de l'ensemble d'instruments folkloriques de l'Union nationale des tournées et des concerts d'Azerbaïdjan et comme organisateur de concerts musicaux . En 1971, il participe avec succès au Congrès mondial de la musique tenu à Moscou. Deux ans plus tard, en 1973, à Almaty, au Festival de musique des peuples des pays asiatiques, la performance de ses musiciens  étaient également réussie.
En 1983, le maître joue au concours Dashkend – Golden Autumn, lors de prestigieux événements musicaux organisés sous les auspices de l’UNESCO.